# Mula
Mula (lat. Equus mullus) je mješanac (križanac) kobile i magarca. Postoje oko 3500 godina i uzgojio ih je čovjek, a posebna karakteristika kod mula je neplodnost. Imaju kratku glavu, tanke ekstremitete, mala kopita i kratku grivu, a izgledom podsjeća na magarca po veličini i tijelu. Može biti različitih veličina i boja.
Magarac ima 62 kromosoma, a konj 64. Zato mule imaju neparan broj kromosoma: 63. U nekim jezicima, poput slovačkog jezika, ljudi imaju jedan izraz za mušku mulu (sk. mul), te jedan izraz za ženski mulu (sk. mulica), a u tom jeziku ženski izraz za mulu preuzet je s latinske riječi mulus. Mula obično dosegne dužinu od oko 120 cm i težinu od 300 kilograma. Vrlo su rijetke (osobito u Africi, Sjevernoj Americi i u Europi), ali većina primjeraka živi u Srednjoj Americi i Južnoj Americi te u istočnome dijelu Kine (tamo živi 4 194 000 mula) gdje ih je najviše (popis je izveden 2003. godine).